# 真実と正義 (アフガニスタン)
真実と正義 (しんじつとせいぎ) は、アフガニスタンの政党。

## 概要
この党はカルザイ政権に反対する勢力によって2011年に成立した。中道と多民族主義を掲げていてパトゥシューン人、タジク人、ハザラ人、ウズベク人が加入している。集団指導体制をとっており、2006年から2008年まで内務大臣を務めたムハンマド・ハニーフ・アトマルが有名なメンバーである。自らを改革派と名乗り、カルザイ政権の不正をただすと主張している。新しい政治軸となると期待する声もある一方で、旧アフガニスタン人民民主党のメンバーを多く含んでおり、かつてのムジャーヒディーンやそれに近い勢力からは批判的扱いを受けている。